# Tour de Francia 1973
El 60.º Tour de Francia se disputó entre el 30 de junio y el 22 de julio de 1973 con un recorrido de 4410 km dividido en un prólogo y 20 etapas de las que la primera, la segunda, la séptima, la duodécima, la decimosexta y la vigésima estuvieron divididas en dos sectores.
Participaron 132 ciclistas repartidos en 12 equipos de 11 corredores de los que solo llegaron a París 87 ciclistas destacando en esta faceta el equipo Bic que logró finalizar la prueba con todos sus integrantes.
El vencedor cubrió la prueba a una velocidad media de 33,407 km/h.

## Etapas
| Etapa    | Fecha  | Recorrido                               | Distancia (km) | Ganador                  | Líder               |
| -------- | ------ | --------------------------------------- | -------------- | ------------------------ | ------------------- |
| Prólogo  | 30 jun | Scheveningen                            | 7,1 (CR)       | Joop Zoetemelk           | Joop Zoetemelk      |
| 1.ª (a)  | 1 jul  | Scheveningen- Róterdam                  | 84             | Willy Teirlinck          | Willy Teirlinck     |
| 1.ª (b)  | 2 jul  | Róterdam- Sint-Niklaas                  | 137,5          | José Catieu              | Herman Van Springel |
| 2.ª (a)  | 3 jul  | Sint-Niklaas- Sint-Niklaas              | 12.4 (CRE)     | Watney-Maes              | Herman Van Springel |
| 2.ª (b)  | 3 jul  | Sint-Niklaas-Roubaix                    | 138            | Eddy Verstraeten         | Herman Van Springel |
| 3.ª      | 4 jul  | Roubaix-Reims                           | 226            | Cyrille Guimard          | José Catieu         |
| 4.ª      | 5 jul  | Reims-Nancy                             | 214            | Joop Zoetemelk           | José Catieu         |
| 5.ª      | 6 jul  | Nancy-Mulhouse                          | 188            | Walter Godefroot         | José Catieu         |
| 6.ª      | 7 jul  | Belfort-Divonne-les-Bains               | 244.5          | Jean-Pierre Danguillaume | José Catieu         |
| 7.ª (a)  | 8 jul  | Divonne-les-Bains-Gaillard              | 86.5           | Luis Ocaña               | Luis Ocaña          |
| 7.ª (b)  | 8 jul  | Gaillard-Méribel                        | 150.5          | Bernard Thévenet         | Luis Ocaña          |
| 8.ª      | 9 jul  | Moûtiers-Les Orres                      | 237.5          | Luis Ocaña               | Luis Ocaña          |
| 9.ª      | 10 jul | Embrun-Niza                             | 234.5          | Vicente López-Carril     | Luis Ocaña          |
| 10.ª     | 11 jul | Niza-Aubagne                            | 222.5          | Michael Wright           | Luis Ocaña          |
| 11.ª     | 13 jul | Montpellier-Argelès-sur-Mer             | 238            | Barry Hoban              | Luis Ocaña          |
| 12.ª (a) | 14 jul | Perpiñán-Thuir                          | 28.3 (CR)      | Luis Ocaña               | Luis Ocaña          |
| 12.ª (b) | 14 jul | Thuir-Pyrénées 2000                     | 76             | Lucien Van Impe          | Luis Ocaña          |
| 13.ª     | 15 jul | Bourg-Madame-Luchon                     | 235            | Luis Ocaña               | Luis Ocaña          |
| 14.ª     | 16 jul | Luchon-Pau                              | 227.5          | Pedro Torres             | Luis Ocaña          |
| 15.ª     | 17 jul | Pau-Fleurance                           | 137            | Wilfried David           | Luis Ocaña          |
| 16.ª (a) | 18 jul | Fleurance-Burdeos                       | 210            | Walter Godefroot         | Luis Ocaña          |
| 16.ª (b) | 18 jul | Burdeos-Burdeos                         | 12.4 (CR)      | Joaquim Agostinho        | Luis Ocaña          |
| 17.ª     | 19 jul | Sainte-Foy-la-Grande-Brive-la-Gaillarde | 248            | Claude Tollet            | Luis Ocaña          |
| 18.ª     | 20 jul | Brive-la-Gaillarde-Puy de Dôme          | 216.5          | Luis Ocaña               | Luis Ocaña          |
| 19.ª     | 21 jul | Bourges-Versalles                       | 233.5          | Barry Hoban              | Luis Ocaña          |
| 20.ª (a) | 22 jul | Versalles-Versalles                     | 16 (CR)        | Luis Ocaña               | Luis Ocaña          |
| 20.ª (b) | 22 jul | Versalles-París                         | 89             | Bernard Thévenet         | Luis Ocaña          |

CR = Contrarreloj individual
CRE = Contrarreloj por equipos

## Clasificaciones

### Clasificación general
| Clasificación general |                      |                        |                   |
| Ciclista              | Ciclista             | Equipo                 | Tiempo            |
| --------------------- | -------------------- | ---------------------- | ----------------- |
| 1.º                   | Luis Ocaña           | Bic                    | 122 h 25 min 34 s |
| 2.º                   | Bernard Thévenet     | Peugeot-BP-Michelin    | + 15 min 51 s     |
| 3.º                   | José Manuel Fuente   | Kas-Kaskol             | + 17 min 15 s     |
| 4.º                   | Joop Zoetemelk       | Gitane-Frigécrème      | + 26 min 22 s     |
| 5.º                   | Lucien Van Impe      | Sonolor                | + 30 min 20 s     |
| 6.º                   | Herman Van Springel  | Rokado-De Gribaldy     | + 32 min 01 s     |
| 7.º                   | Michel Périn         | Gan-Mercier-Hutchinson | + 33 min 02 s     |
| 8.º                   | Joaquim Agostinho    | Bic                    | + 35 min 51 s     |
| 9.º                   | Vicente López Carril | Kas-Kaskol             | + 36 min 18 s     |
| 10.º                  | Régis Ovion          | Peugeot-BP-Michelin    | + 36 min 59 s     |

### Clasificación por puntos
| Clasificación por puntos |                     |                            |        |
| Ciclista                 | Ciclista            | Equipo                     | Puntos |
| ------------------------ | ------------------- | -------------------------- | ------ |
| 1.º                      | Herman Van Springel | Rokado-De Gribaldy         | 187    |
| 2.º                      | Joop Zoetemelk      | Gitane-Frigécrème          | 168    |
| 3.º                      | Luis Ocaña          | Bic                        | 145    |
| 4.º                      | Bernard Thévenet    | Peugeot-BP-Michelin        | 139    |
| 5.º                      | Walter Godefroot    | Flandria-Carpenter-Shimano | 139    |
| 6.º                      | Barry Hoban         | Gan-Mercier-Hutchinson     | 110    |
| 7.º                      | Gerard Vianen       | Gitane-Frigécrème          | 110    |
| 8.º                      | Lucien Van Impe     | Sonolor                    | 109    |
| 9.º                      | Mariano Martínez    | Gan-Mercier-Hutchinson     | 89     |
| 10.º                     | Jacques Esclassan   | Peugeot-BP-Michelin        | 89     |

### Clasificación de la montaña
| Clasificación de la montaña |                      |                           |        |
| Ciclista                    | Ciclista             | Equipo                    | Puntos |
| --------------------------- | -------------------- | ------------------------- | ------ |
| 1.º                         | Pedro Torres         | La Casera-Peña Bahamontes | 225    |
| 2.º                         | José Manuel Fuente   | Kas-Kaskol                | 216    |
| 3.º                         | Luis Ocaña           | Bic                       | 192    |
| 4.º                         | Bernard Thévenet     | Peugeot-BP-Michelin       | 119    |
| 5.º                         | Lucien Van Impe      | Sonolor                   | 107    |
| 6.º                         | Joop Zoetemelk       | Gitane-Frigécrème         | 83     |
| 7.º                         | Vicente López Carril | Kas-Kaskol                | 80     |
| 8.º                         | Joaquim Agostinho    | Bic                       | 46     |
| 9.º                         | Francisco Galdós     | Kas-Kaskol                | 46     |
| 10.º                        | Mariano Martínez     | Gan-Mercier-Hutchinson    | 38     |

### Clasificación por equipos
| Clasificación por equipos |                            |                   |
| Equipo                    | Equipo                     | Tiempo            |
| ------------------------- | -------------------------- | ----------------- |
| 1.º                       | Bic                        | 369 h 31 min 55 s |
| 2.º                       | Peugeot-BP-Michelin        | + 20 min 23 s     |
| 3.º                       | Kas-Kaskol                 | + 20 min 42 s     |
| 4.º                       | Gan-Mercier-Hutchinson     | + 23 min 04 s     |
| 5.º                       | Rokado-De Gribaldy         | + 1 h 40 min 42 s |
| 6.º                       | Sonolor                    | + 1 h 45 min 56 s |
| 7.º                       | Gitane-Frigécrème          | + 1 h 58 min 57 s |
| 8.º                       | La Casera-Peña Bahamontes  | + 2 h 01 min 50 s |
| 9.º                       | Flandria-Carpenter–Shimano | + 2 h 09 min 21 s |
| 10.º                      | De Kova–Lejeune            | + 3 h 09 min 21 s |

## Lista de corredores
| Gan-Mercier | Sonolor | Carpenter-Shimano-Flandria |
| - 1. Raymond Poulidor (A 13.ª) - 2. Régis Delépine - 3. Jean-Pierre Genet - 4. René Grelin - 5. Charly Grosskost - 6. Cyrille Guimard (NP 8.ª) - 7. Barry Hoban - 8. Mariano Martínez - 9. Gérard Moneyron - 10. Jacques Mourioux - 11. Michel Périn                                                           | - 12. Gérard Besnard - 13. Jacques Botherel - 14. Yves Hézard (A 13.ª) - 15. Robert Mintkiewicz - 16. Raymond Riotte - 17. Michel Roques - 18. Tino Tabak (A 9.ª) - 19. Willy Teirlinck - 20. Claude Tollet - 21. Lucien Van Impe - 22. Willy Van Neste (A 11.ª)               | - 23. Wilfried David - 24. Lucien De Brauwère (A 8.ª) - 25. Ludo Delcroix (HD 4.ª) - 26. Marc Demeyer - 27. Ronald De Witte - 28. Daniel Ducreux - 29. Walter Godefroot - 30. Mendes - 31. Michel Pollentier - 32. Jean-Jacques Sanquer - 33. Ronny Van Marcke (A 3.ª)                                                                          |
| Peugeot-BP | BIC | Watney-Maes |
| - 34. Robert Bouloux - 35. Jean-Pierre Danguillaume - 36. Raymond Delisle - 37. Jacques Esclassan - 38. Pierre Martelozzo - 39. André Mollet - 40. Régis Ovion - 41. Jean-Pierre Parenteau (A 5.ª) - 42. Charles Rouxel - 43. Bernard Thévenet - 44. Jurgen Tschan                                             | - 45. Joaquim Agostinho - 46. Roland Berland - 47. José Catieau - 48. Jean-Claude Genty - 49. Bernard Labourdette - 50. Leif Mortensen - 51. Luis Ocaña - 52. Alain Santy - 53. Guy Santy - 54. Johny Schleck - 55. Sylvain Vasseur                                            | - 56. Willy Abbeloos (NP 14.ª) - 57. Paul Aerts (A 9.ª) - 58. Emile Bodart (A 9.ª) - 59. Michel Coulon (A 9.ª) - 60. André Doyen (HC 8.ª) - 61. Englebert Opdebeeck (HC 8.ª) - 62. Walter Planckaert (HC 8.ª) - 63. Gustaaf Van Cauter (NP 13.ª) - 64. Ludo Van Staeyen (NP 14.ª) - 65. Frans Verbeeck (A 13.ª) - 66. Eddy Verstraeten (HC 8.ª) |
| Rokado | Gitane-Frigecreme | Canada Dry-Gazelle |
| - 67. Willy De Geest (A 8.ª) - 68. Alfred Gaida - 69. Roger Gilson (A 18.ª) - 70. Antoon Houbrechts - 71. Pieter Nassen (HD 2ªb) - 72. Wilfried Peffgen (A 5.ª) - 73. Georges Pintens (HD 15.ª) - 74. Wim Schepers (A 8.ª) - 75. Gustaaf Van Roosbroeck - 76. Herman Van Springel - 77. Albert Van Vlierberghe | - 78. Joaquim Adrego Andrade - 79. Gilbert Bellone (HC 8.ª) - 80. Francis Campaner - 81. Ferdinand Julien - 82. Jean-Claude Largeau - 83. Raymond Martin - 84. Joël Millard (HC 8.ª) - 85. Alain Nogues - 86. Gérard Vianen - 87. Michael Wright - 88. Joop Zoetemelk          | - 89. Mat De Koning (HC 8.ª) - 90. Ben Janbroers (HC 8.ª) - 91. Wim Kelleners (A 9.ª) - 92. Jan Krekels - 93. José Martins - 94. Ludo Noels (HD 3.ª) - 95. Herculano Oliveira - 96. Wim Prinsen (HD 2ªb) - 97. Mathieu Pustjens (A 9.ª) - 98. Theo Van Der Leeuw - 99. Jo Vrancken (HC 8.ª)                                                     |
| De Kova-Lejeune | KAS | La Casera-Bahamontes |
| - 100. Lucien Aimar - 101. Jean-Claude Baud - 102. Christian Blain - 103. Jean-Claude Blocher - 104. Marcel Boishardy - 105. Joseph Carletti (HC 8.ª) - 106. Andrés Gandarias (A 14.ª) - 107. Noël Geneste - 108. Charles Genthon - 109. Jacques Hochart - 110. Richard Podesta (A 11.ª)                       | - 111. Gonzalo Aja (A 8.ª) - 112. José Manuel Fuente - 113. Francisco Galdós - 114. José Antonio González Linares - 115. José Grande - 116. Santiago Lazcano - 117. Vicente López-Carril - 118. Antonio Martos - 119. Carlos Melero - 120. Antonio Menéndez - 121. Luis Zubero | - 122. José Luis Abilleira (A 3.ª) - 123. Luis Balagué - 124. Jesús Esperanza - 125. José Gómez Lucas (A 5.ª) - 126. Félix González (A 11.ª) - 127. Jesús Manzaneque - 128. Agustín Tamames (A 9.ª) - 129. Dámaso Torres - 130. Pedro Torres - 131. José Luis Viejo (A 9.ª) - 132. Juan Zurano (A 8.ª)                                          |

A: Abandonó; HD: Fuera de control; NP: No inició la etapa.